# Kerényi Károly
Kerényi Károly, nemzetközileg ismert nevén Karl Kerényi (Temesvár, 1897. január 15. – Kilchberg, Svájc, 1973. április 14.) élete utolsó három évtizedében Svájcban élő magyar klasszika-filológus, vallástörténész, egyetemi tanár, a Magyar Tudományos Akadémia tagja 1949-ig. Az ókortudomány és a vallástörténet nemzetközi hírű művelője, számos hazai és külföldi tudományos testület munkájában részt vett.

| Kerényi Károly                            | Kerényi Károly                                                                                            |
| Kattints az alábbi külső linkek egyikére! | Kattints az alábbi külső linkek egyikére!                                                                 |
| ----------------------------------------- | --- |
| Nem található szabad kép.(?)              | |
| külső link · jogvédett                    | Kerényi Károly és Szerb Antal kirándulóöltözetben. Olaszország. 1935. Fotós: Tot Amerigo (1909-1984) PIM. |
| külső link · jogvédett                    | Kerényi Károly arcképe a JATE Évfordulós emlékcsarnokában                                                 |

Szerb Antal róla mintázta az Utas és holdvilág című regényének Rudi Waldheim professzorát.

## Életútja
Aradon érettségizett, majd a Pázmány Péter Tudományegyetemen 1921-ben megszerezte a tanári diplomát. 1926-ban egyetemi magántanár lett. 1936-tól a pécsi egyetemen a klasszika-filológia nyilvános rendes tanára. 1943-tól Svájcban élt. 1944–1947-ben a Bázeli Egyetemen a magyar nyelv és irodalom vendégtanára, 1948–1966-ban a zürichi C. G. Jung Intézet kutatásainak irányítója volt.
Lukács György 1948 nyarán a Társadalmi Szemlében megjelentetett kritikájában Kerényi Napleányok című könyvét „a mai reakció ideológiai felvonulásának” egyik példájaként jellemezte és a fasizmussal hozta kapcsolatba. Ezzel hozzájárult ahhoz, hogy Kerényi nem kapott állást a budapesti Eötvös Loránd Tudományegyetemen (noha erre már jó kilátásai voltak), és így le kellett mondania hazatelepüléséről.
Leánya Kerényi Grácia költő, műfordító.

## Munkássága
Kerényi Károly a hazai ókortudomány vezéralakja, ideológiai megalkuvásra képtelen, a szókimondást erkölcsi kötelességnek érző és széles körű nemzetközi tudományos tekintéllyel rendelkező polihisztor volt.
Kerényi folyamatosan gondolkodott tudománya mibenlétéről, az ókortudomány módszereiről, alapvető szemléleti beállítódásáról. Így nagyon sok elvi-tudománymódszertani megfontolást köszönhetünk neki. 1934-ben közreadott Ókortudomány című esszéjében (és más ez idő tájt született írásaiban is) az antikvitás „érzéki hagyományának” megismerését tűzte ki az ókortudomány céljául. Ezzel ahhoz a hagyományhoz kapcsolódott, amely a szűken értett klasszika-filológiát mint szövegekkel foglalkozó tudományt igyekezett kibővíteni a tárgyi emlékek vizsgálatával is. Az ókor hagyományának (szövegeknek és tárgyaknak) „érzéki jelenléte” képes arra, hogy e hagyomány üzenetét eljuttassa későbbi korokba is. Ezért az ókortudósnak mindenekelőtt ebbe az érzéki hagyományba kell belemélyednie, ebből kell kibontania az ókor szellemi tartalmát. Kerényi az ókorral való foglalkozás révén – Friedrich Nietzsche nyomán – mindig a jelenkor kérdéseire keresett választ, a maga kora emberének egzisztenciális helyzetét próbálta meg az ókori művek (irodalmi, képzőművészeti, vallási, filozófiai formában kifejeződő) „szelleme” alapján megvilágítani, tudománya lényegét éppen ebben az egzisztenciális-hermeneutikai közvetítésben látva.
Kerényi eredeti elképzelést fejtett ki a mitológia antropológiai és egzisztenciális vonatkozásairól. Mint írja, a „mitológia azoknak, akik benne gondolkoznak és általa fejezik ki magukat, egyúttal élet- és cselekvési forma.” Meggyőződése volt, hogy az antik vallástörténetnek az „antik emberi lét tudományává” kell válnia, és azt a kérdést kell kutatnia, hogy milyen válaszokat kapott a görög ember az élet nagy kérdéseire saját jelen-valóságában, abban a léthelyzetben, amivel a lét kérdése állította szembe. Ebben a tekintetben az antik vallástörténet a modern ember létezésének lényegét érintő kérdésekre is válaszokat kínál. Az istenalak ugyanis nem hiedelem, vallási képzet vagy gondolkozási alakzat, hanem az emberi lét egy-egy jellegzetes formája, ősképe, archetípusa, amely a valóság felidézésének és emberi valósággá alakításának aktusán keresztül teremtődik. „A mitológia az ember önábrázolása […], egyúttal pedig a világról szóló kinyilatkoztatás. Az ember saját léte és az őt körülvevő világ valósága egyszerre jut benne kifejezésre a mitológia sajátos hangján […]” – írja az Aszklépiosz-tanulmány elé írott bevezetőjében (15. o.). Gondolkozására nagy hatással volt Walter F. Otto német vallástörténész is.
Kerényi kései munkásságára erősen hatott a Jung-féle pszichoanalitikai irányzat. Több közös publikációja született Junggal: az isteni gyermekről és az isteni leányról szóló tanulmány német kiadása együtt jelent meg a mitologéma Jung által készített feldolgozásával, s 1941-ben ugyanilyen módon két oldalról világították meg a mitológia alapvonásait Einführung in das Wesen der Mythologie című könyvükben. A József-tetralógiát író Thomas Mann-nal folytatott levelezése a mítoszról magyarul is olvasható (Budapest, 1947).
Számos hazai és külföldi tudományos, akadémiai testület, a Magyar Tudományos Akadémia, a Norvég Tudományos Akadémia, a firenzei Instituto di Studi Etruschi, a frankfurti Forschunginstitut für Kulturmorphologie tagja, az uppsalai egyetem teológiai karának tiszteletbeli doktora volt. 1990-ben posztumusz Széchenyi-díjat kapott a görög mitológiai és vallástörténeti kutatásaiért.
Az ELTE Bölcsészettudományi Karának Múzeum körúti F épületében 2009 óta az ő nevét viseli a korábbi Buzágh Aladár terem.

## Művei

### Legjelentősebb művei idegen nyelven
- Köteteiből, a szegedi Egyetemi Könyvtárból
- A Nap leányai / Gondolatok a görög istenekről Archiválva 2004. október 21-i dátummal a Wayback Machine-ben
- Die griechisch-orientalische Romanliteratur in religionsgeschichtlicher Beleuchtung; Mohr, Tübingen, 1927
- Ascensio-ábrázolás Brindisiben Budapest, 1930
- Dionysos und das Tragische in der Antigone, Frankfurt am Main, 1935
- Apollon. Studien über antike Religion und Humanität; Franz, Wien–Amsterdam–Leipzig, 1937Görög mitológia

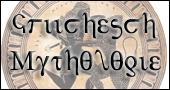
Görög mitológia

- Die Göttin Diana in nördlichen Pannonien. Dunántúl, Pécs, 1938
- Religio academici./Kerényi Károly, Dunántúl, Pécs, 1938 (Pannónia Könyvtár 52.)
- Die antike Religion. Eine Grundlegung; Pantheon, Leipzig, 1940
- La religione antica nelle sue linee fondamentali; olaszra ford. Delio Cantimori; Zanichelli, Bologna, 1940 (Storia delle religioni)
- Pythagoras und Orpheus./Kerényi Károly, 2. Ausgebung mit einem Anhang über die Seelenwanderungslehre bei Ennius. Pantheon, Amsterdam, 1940 (Albae Vigiliae 2. Heft)
- C. G. Jung–Karl Kerényi: Das göttliche Kind in mythologischer und psychologischer Beleuchtung; Pantheon, Leipzig, 1940 (Albae vigiliae)
- Labyrinth-Studien. Labyrinthos als Linienreflex einer mytoligischen Idee; Pantheon, Amsterdam–Leipzig, 1941 (Albae vigiliae)
- C. G. Jung–K. Kerényi: Das göttliche Mädchen. Die Hauptgestalt der Mysterien von Eleusis in mythologiser und psychologiser Beleuchtung; Pantheon, Amsterdam–Leipzig, 1941 (Albae vigiliae)
- L. M. Lanckoroński: Der Mythos der Hellenen in Meisterwekren der Münzkunst; Pantheon, Amsterdam–Leipzig, 1941 (Albae vigiliae)
- Das ägäische Fest. Die Meergötterszene in Goethes Faust, II; Pantheon, Amsterdam–Leipzig, 1941 (Albae vigiliae)
- Einführung in das Wesen der Mythologie. Gottkindmythos eleusinische Mysterien./Carl Gustav Jung-Kerényi Károly, Pantheon Akademische Verlag, Amsterdam, 1941
- Mythologie und Gnosis; Pantheon, Amsterdam–Leipzig, 1942 (Albae vigiliae)
- Töchter der Sonne, Zürich, 1944
- Hermes der Seelenführer. Das Mythologem vom männlichen Lebensursprung; Rhein, Zürich, 1944 (Albae Vigiliae)
- Romandichtung und Mythologie – ein Briefwechsel mit Thomas Mann – 1934-1945 közötti levélváltás Mann-nal, Zürich, 1945, majd a további levélváltással együtt Gespräch in Briefen címen, Zürich, 1960
- Die Geburt der Helena, samt humanistischen Schriften aus den Jahren 1943-45; Rhein, Zürich, 1945 (Albae Vigiliae N. F.)
- Prometheus. Das griechische Mythologem von der menschlichen Existenz; Rhein, Zürich, 1946 (Albae Vigiliae N. F.)
- Niobe. Neue studien über antike Religion und Humanität; Rhein, Zürich, 1949
- Miti e misteri; olaszra ford. Angelo Brelich; Einaudi, Torino, 1950 (Collezione di studi religiosi, etnologici e psicologici)
- Die Mythologie der Griechen, I. Göttergeschichten, Zürich, 1951; London, 1951
- Carlo Kerényi: La religione antica nelle sue linee fondamentali; Astrolabio, Roma, 1951 (Psiche e coscienza)
- Stunden in Griechenland, Zürich, 1952
- Die Jungfrau und Mutter der griechischen Religion. Eine Studie über Pallas Athene; Rhein, Zürich, 1952 (Albae Vigiliae. N. F.)
- Paul Radin–Karl Kerényi–C. G. Jung: Der göttliche Schelm. Ein indianischer Mythen-Zyklus; Rhein, Zürich, 1954
- Unwillkürliche Kunstreisen, Zürich, 1954
- Umgang mit Göttlichem. Über Mythologie und Religionsgeschichte; Vandenhoeck-Ruprecht, Göttingen, 1955 (Kleine Vandenhoeck Reihe)
- Geistiger Weg Europas. Fünf Vorträge über Freud, Jung, Heidegger, Thomas Mann, Hofmannsthal, Rilke, Homer und Hölderlin; Rhein, Zürich, 1955 (Albae Vigiliae N. F.)
- Der göttliche Arzt. Studien über Asklepios und seine Kultstätten; Gentner, Darmstadt, 1956
- Griechische Miniaturen, Rhein-Verlag, Zürich, 1957
- Die Heroen der Griechen. (Die Heroengeschichten der griechischen Mythologie. Rhein-Verlag, Zürich, 1958
- Die Mythologie der Griechen, II. Heroengeschichten, Zürich, 1958; London, 1959
- Abenteuer mit Monumenten, Olten, 1959
- Streifzüge eines Hellenisten. Von Homer zu Kazantzakis; Rhein, Zürich, 1960
- Die Mysterien von Eleusis. Rhein-Verlag, Zürich, 1962
- Prometheus : Die menschliche Existenz in griechischer Deutung / Karl Kerényi Rowohlt Taschenbuch Verl., Reinbek/H., 1962
- Die Religion der Griechen und Römer; Droemer–Knaur, München–Zürich, 1963
- Tessiner Schreibtisch. Mythologisches – Unmythologisches. Stuttgart, 1963
- Gedanken über den griechischen Tanz Freiburg i. Br., 1963
- Griechische Grundbegriffe. Fragen und Antworten aus der heutigen Situation; Rhein, Zürich, 1964 (Albae vigiliae)
- Menschsein als Mysterium in griechischer Deutung Wien, 1967
- Die Eröffnung des Zugangs zum Mythos : Ein Lesebuch / Hrsg., (Vorwort) von Karl Kerényi, Wissenschaftliche Buchgesellschaft, Darmstadt , 1967
- Der antike Roman. Einführung und Textauswahl; Wissenschaftliche Buchges, Darmstadt, 1971 (Libelli)
- Der höhere Standpunkt – Zum Humanismus des integralen Menschen (München, 1971)
- Briefwechsel aus der Nähe (levélváltás Hermann Hesse-vel, München, 1972 (olaszul is)
- Dionysos. Urbild des unzerstörbaren Lebens; szerk. Kerényi Magda; Langen–Müller, München–Wien, 1976 (Werke in Einzelausgaben)
- Walter Weiss–Karl Kerényi: Griechenland; Bucher, Luzern–Frankfurt, 1977
- Humanistische Seelenforschung / Karl Kerényi ; [hrsg. von Karl Kerényi, Langen Müller, München – Wien, 1978
- Goddesses of sun and moon. Circe, Aphrodite, Medea, Niobe; angolra ford. Murray Stein; Spring, Irving, 1979 (Dunquin series)
- Apollon und Niobe; Langen–Müller, München–Wien, 1980 (Werke in Einzelausgaben)
- Apollo – The wind, the spirit, and the God : Four studies / Karl Kerényi ; Transl., [afterword] from German by Jon Solomon, Dallas, Tex. : Spring Publications, c1983
- Wege und Weggenossen, 1-2.; szerk. Kerényi Magda; Langen Müller, München, 1985-1988
- Die Mythologie der Griechen München, 1992
- Scritti italiani, 1955-1971; szerk. Giampiero Moretti; Guida, Napoli, 1993 (Saggi Guida)
- Prometheus : Archetypal image of human existence / Carl Kerényi ; transl. from the German by Ralph Manheim, Princeton, N.J. Princeton University Press, 1997
- Urbilder der griechischen Religion; Klett-Cotta, Stuttgart, 1998 (Werke in Einzelausgaben)
- Összegyűjtött műveinek sorozata: Werke in Einzelausgaben címmel Münchenben jelent meg (I. Bd. Humanistische Seelenforschung, 1966; II. Bd. Auf Spuren des Mythos, 1967; III. Bd. Tage- und Wanderbücher, 1969; VII. Bd. Antike Religion, 1971; VIII. Bd. Dionysos, 1976)

### További művei magyarul
- A labirünthosztól a szirtoszig. Gondolatok a görög táncról
- A tánc
- Platon és Aristoteles. Olvasókönyv a gimnáziumok VIII. o. számára; Szent István Társulat, Budapest, 1931 (Bibliotheca discipulorum)
- Orphikus lélek. Pauler Ákos emlékkönyv. Egyetemi Nyomda, Budapest, 1934
- Egyetemes történet négy kötetben / Szerk. Hóman Bálint, Szekfű Gyula, Kerényi Károly, 1. kötet Az ókor története, Szerk., Kerényi Károly, Magyar Szemle Társaság, Budapest, 1935
- Ókortudomány, Kecskemét, 1935
- Gondolatok Dionysosról. Pécs, 1935
- Római ókortudományunk a háború után. Dunántúl, Pécs, 1936 (Pannónia Könyvtár 25.)
- Lesbosi utazás Budapest, 1936
- Horatius – Horatianizmus Budapest, 1936
- Humanizmus és hellénizmus Budapest, 1936
- Trasitus és Sedatus Budapest, 1936
- Valláslélektan és antik vallás Budapest, 1936
- Korfu és Odysseia; Kerényi Károly, Dunántúl, Pécs, 1937
- Gondolatok a bűnvallomásról Budapest, 1938
- Beszélgetések a szerelemről. Pseudo-Antisthenés: Sathón vagy a szerelemről; közrebocsátotta Kerényi Károly; Sziget, Budapest, 1943
- Napleányok. Elmélkedések Héliosról és a görög istenekről; a klasszikus versidézeteket fordította: Devecseri Gábor; Sylvester Nyomda, Budapest, 1948 (A gondolatok mesterei)
- Thomas Mann és Kerényi Károly levélváltása regényről és mitologiáról; ford. Petrolay Margit; in: Művész és műalkotás; Officina, Budapest, 1948
- Görög mitológia/Ford. Kerényi Grácia, Szilágyi János György közreműködésével, Budapest, 1977. 1. Történetek az istenekről és az emberiségről., 2. Hérosztörténetek
- Beszélgetések a Szerelemről / Pseudo-Antisthenés Kerényi Károly ; a szöveggondozás és az utószó Kerényi Grácia munkája Budapest, Helikon, 1983
- Hérakleitos múzsái vagy a természetről : Pontos irányítás az élet célja felé / A kísérőtanulmányokat írta Kerényi Károly, Kövendi Dénes ; Összeáll., a szöveget gondozta és az utószót írta Steiger Kornél ; Írta Diogenés Laërtios et al Helikon, Budapest, 1983
- Halhatatlanság és Apollón-vallás. Ókortudományi tanulmányok, 1918–1943; vál., sajtó alá rend. Komoróczy Géza, Szilágyi János György, ford. Kövendi Dénes, Szerb Antal, Tatár György; Magvető, Budapest, 1984
- Hermés, a lélekvezető. Az élet férfi eredetének mitológiája (Hermes der Seelenführer); ford. Tatár György; Európa, Budapest, 1984 (Mérleg)
- Mi a mitológia? Tanulmányok a homérosi himnuszokhoz; Szépirodalmi, Budapest, 1988
- Adj ideákat az időnek! Kerényi Károly és Gulyás Pál barátságának dokumentumai; sajtó alá rend. Lisztóczky László; Kráter, Budapest, 1989
- Kerényi Károly–Thomas Mann: Beszélgetések levélben; előszó, Lackó Miklós, ford. Doromby Károly et al.; Gondolat, Budapest, 1989
- Az égei ünnep. Tanulmányok a 40-es évekből; vál., ford. Kocziszky Éva; Kráter Műhely Egyesület, Budapest, 1995
- Az isteni orvos. Tanulmányok Asklépiosról és kultuszhelyeiről; ford. Rákóczi Katalin, utószó Kádár Zoltán; Európa, Budapest, 1999
- A Nap leányai. Gondolatok a görög istenekről; ford. Tóth Zoltán; Szukits Könyvkiadó, Kaposvár, 2003
- Az örök Antigoné. Vallástörténeti tanulmányok; vál., szöveggond., utószó Bodor Mária Anna; Paidion, Budapest, 2003
- Kerényi Károly–Angelo Brelich: Az elysioni aszfodéloszok közt. Levelezés 1935–1959; szerk. Valerio Severino, Nagy Andrea, Varsányi Orsolya, ford. Nagy Andrea, Polgár Zsuzsanna; L'Harmattan, Budapest, 2020
- Kerényi Magda válogatott levelei és írásai; szerk. Bélyácz Katalin; Gondolat, Budapest, 2022 (Electa)